# Printzsköld
Printzsköld är en svensk adelsätt som tidigare hette Printz. Trots namnlikhet har ätten inget gemensamt ursprung med Printzensköld.
Stamfadern för ätten är Gysinge bruks grundare, Per Svensson Printz (död före 1680) som var mantalsskrivare och gift med Anna Rolandsdotter Bure. En av deras söner blev stamfader till adelsätten von Prinzencreutz. Den andre sonen, kronobefallningsmannen Gustaf Petersson Printz, var gift med Helena Nordelia. De var föräldrar till Peter Roland Prinzell som var brukspatron och gift med bergmästardottern Charlotta Stockenström, vars bror upphöjdes till greve von Stockenström. De fick flera söner:
- Erik Roland, adlad Printzsköld.
- Gustaf, adopterad på adelsätten Stockenström.
- Paul, adlad Printzsköld, avled barnlös och slöt sin gren.

Bröderna Paul Printzell (1738–1819) och Erik Roland Printzell (1735–1803) adlades 1778 på Drottningholms slott av kung Gustav III med namnet Printzsköld och de introducerades 1782 på nummer 2134. Eric Roland Printzell var bergmästare i Västerbotten, lagman och riksdagsman samt gift med Eva Catharina Stecksenia. Från dem utgår den fortlevande ätten.
Till släkten hör Otto Hack Roland Printzsköld.

## Blasonering
| ”                                    | En uti blå ram eller bordure innefattad skjöld af silfver, uti hvilken ses en upräckt och fritt stält högerhand av naturlig färg, varandes samma hand å hvardera sidan uti den blå ramen åtfölgd af en lysande sjuuddig gyllende stjerna. Uppå skjölden står en öppen tornerehjelm, prydd med en på armbågen hvilande och till höger vänd stålklädd blå arm, förandes samma arm uti handen en liten oval hvit skjöld, tecknad med ett rödt kårss. Hjelmkrantsen är vriden af guld, silfver och blått samt i dagen växelvis af guld och silfver, aldeles som det samma här frammanföre med sina rätta färgor afmålat finnes | „ |
| – Sköldebrevsavskrifter, 15:56, RHA. | |   |